# Liste der Kardinalskreierungen des Gegenpapstes Johannes XXIII.
Gegenpapst Johannes XXIII. kreierte folgende Kardinäle im Verlauf seines Pontifikats:

## 6. Juni 1411
- Francesco Lando († 1427), Lateinischer Patriarch von Konstantinopel
- Antonio Panciera (1350–1431), Patriarch von Aquileia
- Alamanno Adimari (1362–1422), Erzbischof von Pisa
- João Afonso Esteves († 1415), Erzbischof von Lissabon
- Pierre d’Ailly (1350–1420), Bischof von Cambrai
- Georg von Liechtenstein-Nikolsburg († 1419), Fürstbischof von Trient, lehnte die Ernennung ab
- Tommaso Brancaccio († 1427), Bischof von Tricarico
- Branda Castiglione (vor 1360–1443), Bischof von Piacenza
- Thomas Langley († 1437), Bischof von Durham, lehnte die Ernennung ab
- Robert Hallum (um 1360/70–1417), Bischof von Salisbury, lehnte die Ernennung ab
- Gilles Deschamps († 1413), Bischof von Coutances
- Guglielmo Carbone († 1418), Bischof von Chieti
- Guillaume Fillastre (1400 oder 1407–1473), Dekan der Kathedrale von Reims
- Lucido Conti († 1437), Apostolischer Protonotar
- Francesco Zabarella (1360–1417), Bischof von Florenz

## 13. April 1413
- Simon de Cramaud (um 1345–1422 oder 1423), Erzbischof von Reims

## 18. November 1413
- Giacomo Isolani († 1431)

## September 1414
- Pierre de Foix (1386–1464), OFM, le vieux, Bischof von Lescar